# Lelio Antoniotti
Lelio Antoniotti, detto Lello (Bard, 17 gennaio 1928 – Novara, 29 marzo 2014), è stato un calciatore italiano, di ruolo attaccante.

## Carriera

### Club

#### Gli inizi e gli anni alla Pro Patria
Nativo di Bard, piccolo centro della Valle d'Aosta, Antoniotti iniziò a giocare a calcio nei primi anni quaranta nelle giovanili dello Sparta Novara, società con la quale esordì nel campionato di Serie C 1945-1946 e che arrivò ultima nel suo girone. Nella stagione successiva venne ingaggiato dalla Pro Patria, militante in Serie B, con la quale mise a segno ventidue reti in 35 presenze e conquistò la promozione in Serie A.

Antoniotti (accosciato, secondo da sinistra) nella Pro Patria del 1950-51

Esordì nella sua prima annata in Serie A il 28 settembre 1947 nella gara Pro Patria - Sampdoria (1-0), mentre la prima rete arrivò nella giornata successiva, il 5 ottobre, nella vittoria per 1-0 contro la Fiorentina. In totale collezionò undici marcature in 33 gare, con la squadra che conquistò la salvezza terminando all'ottavo posto. Nel 1948-1949, campionato noto per la tragedia di Superga, la stagione sembrò iniziare benissimo per Antoniotti, a segno otto volte in 15 gare, tra cui una tripletta alla Sampdoria. Fu colpito però da una grave pleurite e costretto a saltare buona parte del campionato (con la squadra che terminò diciassettesima, ad un punto dalla retrocessione) e quasi totalmente la stagione successiva, nella quale scese in campo solo in quattro occasioni mettendo comunque a segno una rete, in Pro Patria-Fiorentina 3-0 del 28 maggio 1950 (la Pro Patria terminò il campionato all'undicesimo posto).
Tornato titolare nel 1950-1951, in 32 presenze mise a segno solo sei reti, con la squadra che terminò al decimo posto. Al termine della stagione, l'attaccante valdostano fu ceduto alla Lazio, quarta nel campionato appena trascorso e qualificata per la Zentropa Cup (edizione non ufficiale della Coppa Mitropa).

#### Lazio, Torino e Juventus

Antoniotti con la maglia della Lazio.

La prima stagione di Antoniotti con la maglia della Lazio non fu all'altezza delle aspettative: l'attaccante mise infatti a segno solo sei reti in 29 gare. La squadra terminò comunque al quinto posto, spinta dai gol del turco Şükrü Gülesin: nella Zentropa Cup invece i biancocelesti subirono due sconfitte, perdendo la semifinale per 5-0 contro il Rapid Vienna e la finale 3º-4º posto contro la Dinamo Zagabria per 2-0.
Anche nella stagione successiva il giocatore valdostano si mette su bassi livelli, siglando solo quattro reti in 24 presenze: la squadra laziale concluse al decimo posto in classifica e Antoniotti venne ceduto al Torino.
Arrivato tra i granata, che ancora dovevano recuperare dall'incidente di Superga, Antoniotti si mantenne sui livelli già visti alla Lazio: in tre stagioni (dal 1953 al 1956) segnò tredici reti in 78 presenze con la squadra che si mantenne nelle posizioni centrali della classifica. Al termine della stagione 1955-1956 fu ceduto alla Juventus: con i bianconeri, che terminarono al nono posto in quell'annata, mise a segno solo due reti in 18 partite. Rimase solo una stagione nella Juventus, prima di passare al Lanerossi Vicenza.

#### Vicenza, Novara e il ritiro
Anche nella squadra vicentina, così come alla Juventus, Antoniotti si trattenne solo una stagione, siglando solo una rete in 16 partite nel 1957-1958. La squadra si classificò settima e il valdostano fu lasciato libero di trovarsi una nuova squadra per la stagione successiva.
Antoniotti giocò la stagione 1958-1959 nel Novara, militante in Serie B, giocando solo sei partite senza segnare alcuna rete, dopodiché si ritirò dal calcio giocato. Al termine della carriera, contò 249 presenze e 52 reti in Serie A e 41 presenze e 22 reti in Serie B.

### Nazionale
Antoniotti non fu mai convocato in Nazionale Maggiore: ottenne solo una convocazione nell'allora Nazionale Giovanile il 6 maggio 1951, quando ancora militava nella Pro Patria.

## Dopo il ritiro
Terminata la carriera da calciatore, entrò a far parte dello staff della FIGC, come docente di tecnica calcistica prima e come responsabile del NAGC (Nucleo Addestramento Giovani Calciatori) poi, direttamente al Centro di Coverciano. Fece inoltre parte degli esaminatori del Supercorso degli allenatori per quello che riguardava l'area tecnica.

## Statistiche

### Presenze e reti nei club
| Stagione          | Squadra           | Campionato        | Campionato | Campionato | Totale | Totale |
| Stagione          | Squadra           | Comp              | Pres       | Reti       | Pres   | Reti   |
| ----------------- | ----------------- | ----------------- | ---------- | ---------- | ------ | ------ |
| 1945-1946         | Sparta Novara     | C                 | ?          | ?          | ?      | ?      |
| 1946-1947         | Pro Patria        | B                 | 35         | 22         | 35     | 22     |
| 1947-1948         | Pro Patria        | A                 | 33         | 11         | 33     | 11     |
| 1948-1949         | Pro Patria        | A                 | 15         | 8          | 15     | 8      |
| 1949-1950         | Pro Patria        | A                 | 4          | 1          | 4      | 1      |
| 1950-1951         | Pro Patria        | A                 | 32         | 6          | 32     | 6      |
| Totale Pro Patria | Totale Pro Patria | Totale Pro Patria | 119        | 48         | 119    | 48     |
| 1951-1952         | Lazio             | A                 | 29         | 6          | 29     | 6      |
| 1952-1953         | Lazio             | A                 | 24         | 4          | 24     | 4      |
| Totale Lazio      | Totale Lazio      | Totale Lazio      | 53         | 10         | 53     | 10     |
| 1953-1954         | Torino            | A                 | 22         | 3          | 22     | 3      |
| 1954-1955         | Torino            | A                 | 30         | 4          | 30     | 4      |
| 1955-1956         | Torino            | A                 | 26         | 6          | 26     | 6      |
| Totale Torino     | Totale Torino     | Totale Torino     | 78         | 13         | 78     | 13     |
| 1956-1957         | Juventus          | A                 | 18         | 2          | 18     | 2      |
| 1957-1958         | L.R. Vicenza      | A                 | 16         | 1          | 16     | 1      |
| 1958-1959         | Novara            | B                 | 7          | 0          | 7      | 0      |
| Totale carriera   | Totale carriera   | Totale carriera   | 291        | 74         | 291    | 74     |